# Miss Nicaragua 2005
Miss Nicaragua 2005, 23e élection de Miss Nicaragua, s'est déroulée le 28 février 2004 au Théâtre national Rubén Dario de Managua. La gagnante, Daniela Clerk Castillo, succède à Marifely Argüello César, Miss Nicaragua 2004.
La cérémonie a été présentée par Ivan Taylor. Elle a été assistée par Natalie Glebova, Miss Univers 2005, Johanna Fernández, Miss Costa Rica 2005 et Marifely Argüello César, Miss Nicaragua 2004.

## Classement final
| Titre                     | Candidates                                                                          |
| Miss Nicaragua 2005       | - Managua - Daniela Clerk                                                           |
| Miss World Nicaragua 2005 | - Leon - Fátima Madrigal G                                                          |
| Top 5                     | - Leon - Sandra Rios - Granada - Rebecca Reynoso Murillo - Estelí - Ariadna Urrutia |

## Prix attribués
- Miss Photogénique - Masaya - Meyling Vilchez

- Meilleurs cheveux - Carazo - Fanny Ramirez

- Meilleur sourire - Granada - Rebecca Reynoso

- Le plus beau visage - Tipitapa - Shantall Quintero

- Miss Congénialité - Esteli - Ariadna Urrutia

- Miss Internet - Leon - Sandra Rios (Gagnante la plus populaire sur Miss Nicaragua page web ayant récoltée le plus de voix)

.

## Candidates
| Région        | Nom                        |
| Leon          | Fátima Madrigal            |
| Carazo        | Fanny Ramirez              |
| Chinandega    | Arlen Montoya              |
| Estelí        | Ariadna Urrutia            |
| Granada       | Rebecca Reynoso Murillo    |
| Leon          | Sandra Rios                |
| Madriz        | Mayling Sobalvarro Sampson |
| Managua       | Daniela Clerk              |
| Masaya        | Meyling Vilchez            |
| Nueva Segovia | Maritza Campos             |
| Rivas         | Honey Hernandez            |
| Tipitapa      | Shantall Quintero          |

## Juges
- Pierre Pierson - Vice-ministre de la culture du Nicaragua

- Luis Morales Alonso - Peintre nicaraguayen

- Margarita Pasos - Directeur de Successfactor Coaching et formation en affaires internationales

- Carlos Garzon B. - Orfèvre nicaraguayen

- Carlos Alberto Rombaldo -  Département de génie informatique et système numérique de UNICA

- Edwin Dominguez -  Photographe professionnel

- Ivan Solorzano -  Directeur régional de Budget Car Rental

- Claudia Alaniz -  Miss Nicaragua 1998

- Abraham R Espinoza - Représentant de Televicentro

.

## Invités spéciaux
- Ballet folklorique nicaraguayen - "Moralimpia"

- Carlos Barrios - "Un Dia Mas"

.

## Observations